# Stan wojenny w Australii
Konstytucja Australii ani żaden inny dokument legislacyjny nie precyzują, w jaki sposób może zostać wprowadzony stan wojenny w Australii. Tradycyjnie uważa się, że możliwość wprowadzenia stanu wojennego stanowi nieodłączną prerogatywę rządu wynikającą z potrzeby chwili, a nie z litery prawa. Wprowadzenie stanu wojennego nie oznacza automatycznego wprowadzenia administracji wojskowej, lecz zawieszenie obowiązujących praw habeas corpus i orzekania przez sądy powszechne; stan wojenny należy więc rozumieć jako stan, w którym nie obowiązują normalne prawa.
Od momentu powstania Commonwealth of Australia 1 stycznia 1901 stan wojenny nie był nigdy wprowadzany, ale w czasach kolonialnych w XVIII i XIX wieku, kiedy dzisiejsze stany Australii stanowiły niezależne od siebie kolonie brytyjskie, stan wojenny był wprowadzany siedmiokrotnie, z czego cztery razy niezgodnie z prawem.
Po raz pierwszy stan wojenny został wprowadzony 22 marca 1790, po tym jak trzy dni wcześniej u brzegów wyspy Norfolk rozbił się HMS „Sirius”. Major Robert Ross, obawiając się, że przebywający na wyspie zesłańcy uciekną, aby obrabować wrak, ogłosił stan wojenny, który obowiązywał cztery miesiące. Stan wojenny ogłoszony przez Rossa zgodnie z ówcześnie obowiązującym ustawodawstwem był niezgodny z prawem, jako że Ross nie był upoważniony do podejmowania tego typu działań.
5 marca 1804, w dzień po wybuchu szybko stłumionego buntu więźniów irlandzkich, znanego jako rebelia w Castle Hill, gubernator Nowej Południowej Walii Philip Gidley King wprowadził stan wojenny na obszarze Sydney, trwający do 12 marca.
Cztery lata później, 26 stycznia 1808, stan wojenny został ponownie wprowadzony, również niezgodnie z prawem, choć tylko na jeden dzień. Tym razem miało to miejsce w czasie tzw. „rebelii rumowej”, jedynego udanego puczu w historii Australii, kiedy zbuntowani oficerowie New South Wales Corps uwięzili gubernatora Williama Bligha. Przywódca buntu major George Johnson ogłosił stan wojenny 26 stycznia i zakończył go już dzień później, 27 stycznia, po aresztowaniu Bligha.
25 kwietnia 1815 Lieutenant Governor Ziemi van Diemena (dzisiejsza Tasmania) Thomas Davey wprowadził stan wojenny po ucieczce grupy zesłańców. Wprowadzenie stanu wojennego było niezgodne z prawem, Davey był tylko wicegubernatorem i nie miał do tego prawa, tłumaczył to jednak tym, że na terenach nowo powstałej kolonii nie istniały jeszcze żadne sądy i nie był inaczej w stanie poradzić sobie z problemem uciekinierów. Pomimo bezprawności wprowadzenia stanu wojennego ówczesny gubernator Nowej Południowej Walii Lachlan Macquarie pozwolił, aby trwał on sześć miesięcy.
W 1824 po serii ataków białych osadników na aborygeńskich mieszkańców Nowej Południowej Walii i odwetowych napadach Aborygenów na farmy (zazwyczaj angielskich osadników zajmujących je niezgodnie z prawem, tzw. skwaterów) gubernator Thomas Brisbane 14 sierpnia 1824 ogłosił stan wojenny  w celu „przywrócenia pokoju”. Brisbane wydał zgodę na zorganizowanie „ekspedycji karnej”, w skład której weszło 75 żołnierzy, do których dołączyli uzbrojeni osadnicy, w celu pacyfikacji aborygeńskich plemion i schwytania ich przywódców. Nie są znane dokładne dane, ilu Aborygenów zginęło w okresie następnych czterech miesięcy, ale liczba ta jest szacowana na „kilkaset”, w tym kobiety i dzieci. Brisbane odwołał stan wojenny 11 grudnia 1824.
Na terenach dzisiejszej Tasmanii stan wojenny wprowadzono ponownie w latach 1828–1832 w czasie tzw. „czarnej wojny”. Gubernator Tasmanii sir George Arthur ogłosił stan wojenny 1 listopada 1828, przedłużył go deklaracją z 1 października 1830 i ostatecznie zakończył w 1832. W czasie stanu wojennego zginęło przynajmniej kilka tysięcy rdzennych mieszkańców wyspy.
W 1837 rząd brytyjski zmienił przepisy, zabraniając gubernatorom kolonii wprowadzania stanu wojennego z powodu nadużyć, przede wszystkim po analizie przebiegu wypadków w Nowej Południowej Walii w 1824, co jednak nie przeszkodziło gubernatorowi Wiktorii Charlesowi Hothamowi wprowadzić stanu wojennego po wybuchu tzw. rebelii w Eurece. Bunt górników, który wybuchł 3 grudnia, został szybko stłumiony przez siły rządowe, a 4 grudnia, Hotham wprowadził stan wojenny w celu „zaprowadzenia pokoju”, został on zakończony już 6 grudnia.